# Кэмп-Пендлтон

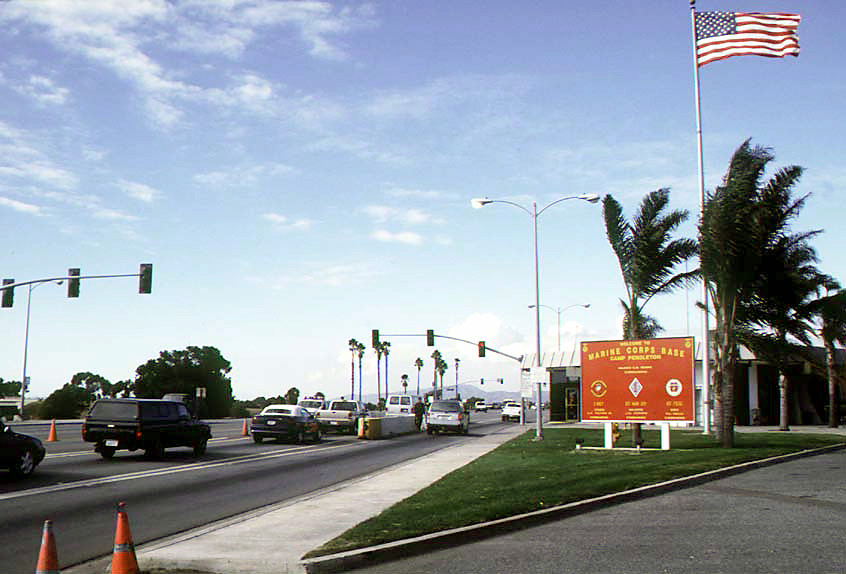
Центральный въезд на базу

База морской пехоты «Кэмп-Пендлтон» (англ. Marine Corps Base Camp Pendleton) — военная база Корпуса морской пехоты, которая расположена на побережье Южной Калифорнии в округе Сан-Диего.
База делится на северную и южную часть, была создана в 1942 году в целях подготовки морских пехотинцев США для участия во Второй мировой войне. К октябрю 1944 года Кэмп-Пендлтон считался временной базой, но к 1946 году, она стала местом постоянной дислокации 1-й дивизии морской пехоты. Своё название база получила в честь генерал-майора Джозеф Генри Пендлтона, который инициировал создание учебной базы для корпуса морской пехоты на западном побережье.